# Сікорчик
Сікорчик (Leptopoecile) — рід горобцеподібних птахів родини довгохвостосиницевих (Aegithalidae). Містить два види.

## Поширення
Обидва види населяють гірські хвойні ліси на схилах Тибетського плато.

## Опис
Дрібні птахи (8,5–10 см завдовжки) з міцною і масивною статурою, коротким, тонким і конічним дзьобом, витягнутими крилами і хвостом з квадратним кінцем. В забарвленні оперення присутній статевий диморфізм: у самців домінують рожевий, фіолетовий або синій кольори, а в самиць — коричневий.

## Види
- Сікорчик тибетський (Leptopoecile sophiae)
- Сікорчик чубатий (Leptopoecile elegans)